# Hawaïen
Pour les articles homonymes, voir haw.
L'hawaïen, en hawaïen Hawaiʻi ou ʻōlelo Hawaiʻi (/ʔoːˈlɛlo həˈvɐjʔi/), est la langue vernaculaire des habitants indigènes de l'archipel d'Hawaï, les Hawaïens. Cette langue et l'anglais sont les langues officielles de l'État américain d'Hawaï.
L'hawaïen fait partie des langues austronésiennes, plus précisément des langues marquisiennes. Elle se rapproche donc des autres langues polynésiennes comme le marquisien, le tahitien, le samoan, le maori ou le rapanui. Il est aussi proche du fidjien, et de façon moins évidente de l'indonésien, du malgache et des différentes langues formosanes de Taïwan et de celles des Philippines.
C'est une langue qui risque de disparaître puisqu'elle appartient à la liste des langues en situation critique de l'UNESCO dont on estime que seulement 1 000 personnes la parlent comme locuteurs natifs en 2000 : sur six des sept îles habitées, la langue hawaïenne n'est plus utilisée quotidiennement depuis la colonisation anglo-américaine. Il faut toutefois noter que le dialecte de Ni'ihau est un dialecte qui fait exception : il n'a jamais été altéré ou affaibli, et ses locuteurs l'utilisent encore tous les jours.
Le créole hawaïen est une langue locale, qui prend ses racines dans l'anglais, mais également dans les langues asiatiques, notamment le japonais et le cantonais, introduits par les immigrants qui travaillèrent dans les champs de canne à sucre ou dans les plantations d'ananas. On peut également noter l'influence des langues des Philippines, du français et du portugais.

## Histoire

### Avant 1820

#### À Hawaï

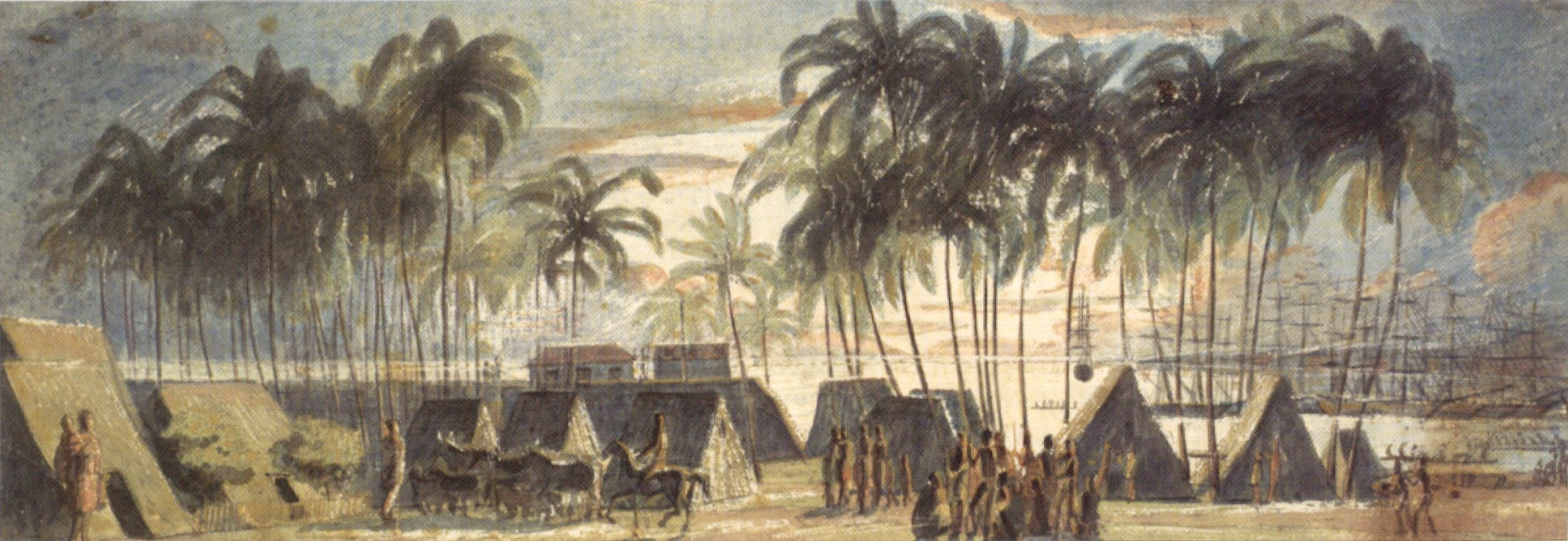
Port d'Honolulu', 1816, par Louis Choris.

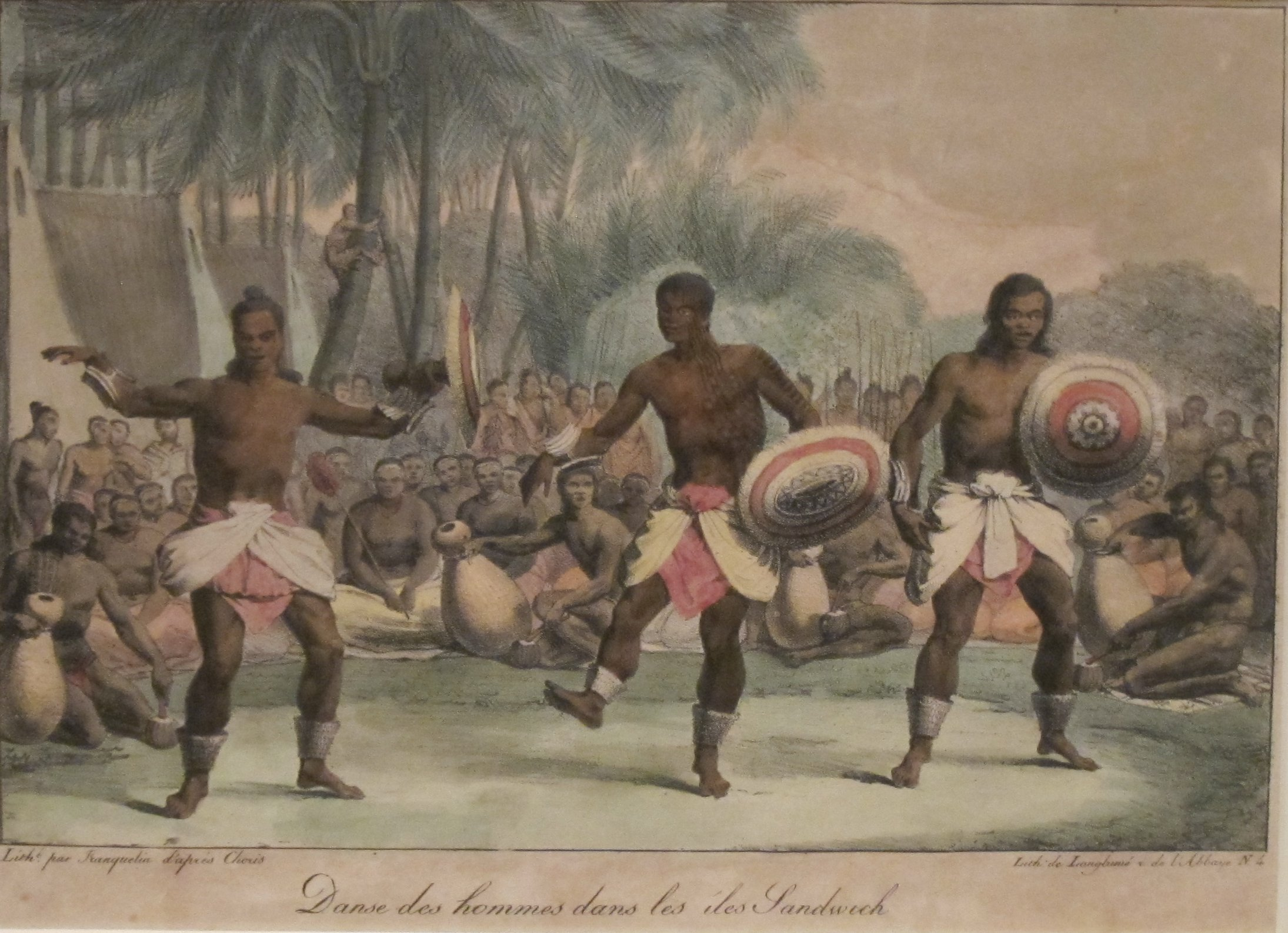
Danse d'hommes hawaïens, lithographie de Jean-Augustin Franquelin, Honolulu Museum of Art.

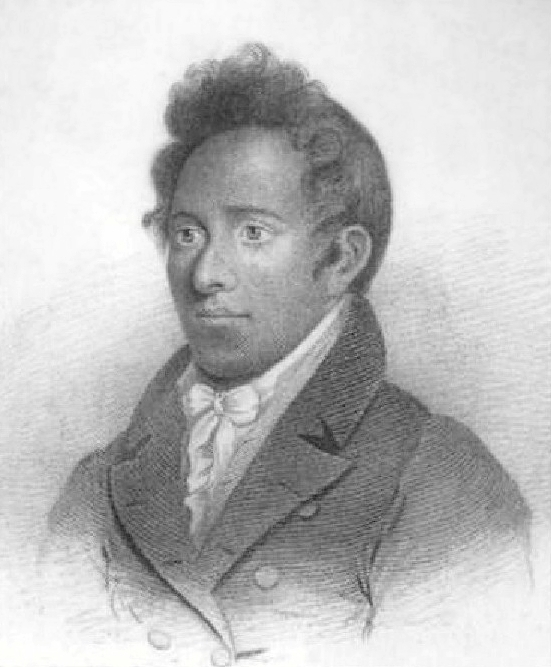
Heneri Opukaha'ia, élève hawaïen de la Foreign Mission School, Cornwall.

Pendant environ 800 ans (de 1000 à 1778), l'hawaïen était la seule langue employée dans l'archipel d'Hawaï et n'était parlée nulle part ailleurs. En 1778, les Britanniques débarquèrent avec le navigateur James Cook. Des Allemands accompagnent Cook, comme Johann Reinhold et Georg Forster. Pendant les années suivantes, l'île sera visitée par de nombreuses expéditions en provenance du vieux continent ou par l'intermédiaire des colonies plus proches. Une première expédition scientifique française partit le 1er août 1785 et fit escale à Hawaï le 30 mai 1786, deux ans avant son retour en Bretagne le 10 mars 1788[source insuffisante]. Les commandants des deux navires étaient Lapérouse et Fleuriot de Langle. À bord du brick Rurik, le voyage d’exploration scientifique est réalisé en 1816 par une équipe russe composée de nombreuses autres nationalités comme le célèbre écrivain et naturaliste allemand, Adelbert von Chamisso, accompagné par le médecin allemand Johann Friedrich von Eschscholtz et le peintre naturaliste français, Louis Choris, qui racontera également son périple avec de nombreuses illustrations dans l’ouvrage Voyage pittoresque autour du monde dont certaines montrent la culture hawaïenne précoloniale. Comme il a déjà été évoqué plus haut, Chamisso s'intéressera également à la langue hawaïenne en faisant une conférence sur sa grammaire à l'Académie des sciences de Berlin, quelques années après son retour.
L'arrivée des Chinois est attestée dès 1778 et jusque 1900, comme premiers ouvriers agricoles dans les plantations de canne à sucre créées dans l'archipel. Comme les hommes venaient seuls, les mariages mixtes avec des natives hawaïennes ont contribué à leur intégration. Ils sont rejoints par les Portugais en 1878, en majorité de Madère et des Açores, embauchés par la Hawaiian Sugar Planter's Association, qui recrute également parmi les Japonais à partir du 8 février 1885 sur la base d'un accord bilatéral avec l'empereur du Japon. Ce sont les Espagnols qui prennent la succession des Portugais dans les plantations de canne à sucre avec une arrivée de dizaine de milliers de personnes, adultes et enfants, entre 1907 et 1913. Avant eux, l'Espagnol polyglotte, Francisco de Paula Marín, était déjà arrivé en 1794 à Hawaï, connu pour avoir créé le premier vignoble dans l'archipel et promu officier dans l'armée hawaïenne par le roi Kamehameha II pour ses loyaux services auprès du souverain. Il n'est pas le seul négociant et entrepreneur européen à avoir pris pied à Hawaï dans un esprit de découverte et de respect de la culture ancestrale locale. Le négociant allemand de la ville hanséatique de Brème, Friedrich Hackfeld, sera très impliqué dans la vie économique hawaïenne du règne de Kamehameha IV dont il sera le conseiller. Hackfeld s'installera définitivement à Hawaï en 1848, et son fils prendra la succession de sa société à sa mort.
L'hawaïen apparut en même temps que le marquisien, la langue des îles Marquises, et le tahitien, vers l'an 1200, quand les locuteurs de langues polynésiennes découvrirent l'archipel d'Hawaï et y installèrent des colonies permanentes. La séparation entre ces colons polynésiens et leurs terres d'origine entraîna un changement graduel de leur langue, développant ainsi l'hawaïen qui est maintenant distinct du tahitien.
Avant l'an 1000, cette langue était le proto-polynésien. Plus loin dans le temps et l'espace, c'était une des langues aux Philippines, qui descendait d'une ancienne langue austronésienne parlée à Taïwan il y a environ 6 000 ans. La langue de la même famille la plus éloignée géographiquement de l'hawaïen est le malgache, parlé sur l'île de Madagascar, à peu près de l'autre côté du globe par rapport à Hawaï.
L'ancienne langue tahitienne fut isolée à Hawaï du reste du monde pendant 700 à 800 ans. En 1778, le navigateur anglais James Cook fut le premier Européen à découvrir Hawaï, ce qui marqua une nouvelle étape dans le développement et l'usage de l'hawaïen. Pendant cette période, jusqu'en 1820, il commença à prendre la forme d'une langue écrite, mais largement restreinte aux noms isolés et mots recueillis par les explorateurs et voyageurs.

#### À l'étranger
Les gens responsables de l'« importation » des langues européennes furent également responsables de l'« exportation » de l'hawaïen vers de nouveaux territoires, parce que quelques locuteurs natifs choisirent d'explorer le reste du monde sur les bateaux des navigateurs. Bien qu'il n'y en eût pas assez (et apparemment ils étaient tous des hommes) pour établir des communautés linguistiques viables à l'étranger, dans quelques endroits du monde, on a dit de certains d'entre eux qu'ils avaient répandu l'usage de l'hawaïen, au moins un petit peu.
L'un d'entre eux, un adolescent du nom de ʻŌpūkahaʻia, de son anglais Henry Obookiah, eut un impact majeur sur l'avenir de la langue. Il alla en Nouvelle-Angleterre, et devint finalement un étudiant à la Foreign Mission School de Cornwall. Obookiah fut le premier élève de l'école missionnaire pour étrangers de Cornwall en 1817 ; il fut rejoint par 11 élèves dont plus de la moitié étaient Hawaïens. En 1818, le nombre avait doublé.
L'objectif de l'école consistait à recruter des jeunes hommes issus des cultures indigènes dans le monde pour les convertir au christianisme, les éduquer et les former à la prédication, au travail social, à la traduction ou au professorat. Une fois formés, on les renvoyaient dans leur patrie pour qu'ils transmettent leur nouvelle foi. Néanmoins, l'exemple de Henry Obookiah n'est pas le plus représentatif dans la mesure où il ne rentra jamais au pays ; il succomba au typhus à l'âge de 26 ans à Cornwall. Toutefois, grâce à lui et ses condisciples hawaïens, l'école missionnaire et tous les missionnaires actifs dans les îles hawaïennes ont initié les premiers travaux de normalisation et standardisation de l'alphabet et de l'orthographe de l'hawaïen.
Des habitants soutinrent une mission d'évangélisation à Hawaï, et fournirent des informations sur la langue hawaïenne aux missionnaires américains avant leur départ en 1819. Quelques locuteurs de l'hawaïen travaillèrent à bord de navires européens ou américains de cette époque, étendant ainsi, quoique légèrement, l'aire géographique dans laquelle l'hawaïen pouvait être parlé. Cependant, aucune communauté de langue hawaïenne ne fut établie à l'étranger.

### De 1820 à 1887

#### À Hawaï
L'arrivée des Hale protestants américains en 1820 marqua une autre étape dans le développement de la langue hawaïenne. Leur mission d'évangélisation fut inspirée par la présence de plusieurs jeunes hawaïens, particulièrement ʻŌpūkahaʻia. Les missionnaires voulaient convertir tous les Hawaïens au christianisme. Pour atteindre leur but, ils devaient apprendre la langue pour publier une bible en hawaïen, prêcher en hawaïen, etc. Ils parvinrent à créer un alphabet pour l'hawaïen vers 1826, apprirent aux autochtones à lire et à écrire, publièrent des documents éducatifs et traduisirent finalement la Bible. Les missionnaires influencèrent également le roi Kamehameha III pour qu'il établît la première constitution en hawaïen, en 1839 et 1840.

#### À l'étranger
| Adelbert von Chamisso pendant son tour du monde, dessin de Louis Choris. |  | Roi Kalalaua, mécène et initiateur du renouveau de la culture hawaïenne. |  | Liliʻuokalani, reine et dernier monarque d’Hawaï, compositrice de chansons célèbres. |
| Adelbert von Chamisso pendant son tour du monde, dessin de Louis Choris. |  | Roi Kalalaua, mécène et initiateur du renouveau de la culture hawaïenne. |  | Liliʻuokalani, reine et dernier monarque d’Hawaï, compositrice de chansons célèbres. |

En 1837, l'écrivain allemand de souche française, Adelbert von Chamisso, publia une grammaire du hawaïen, qui est le rapport de la conférence qu'il tint devant l'Académie royale des sciences de Berlin. Il a pu consulter un locuteur natif à Berlin.

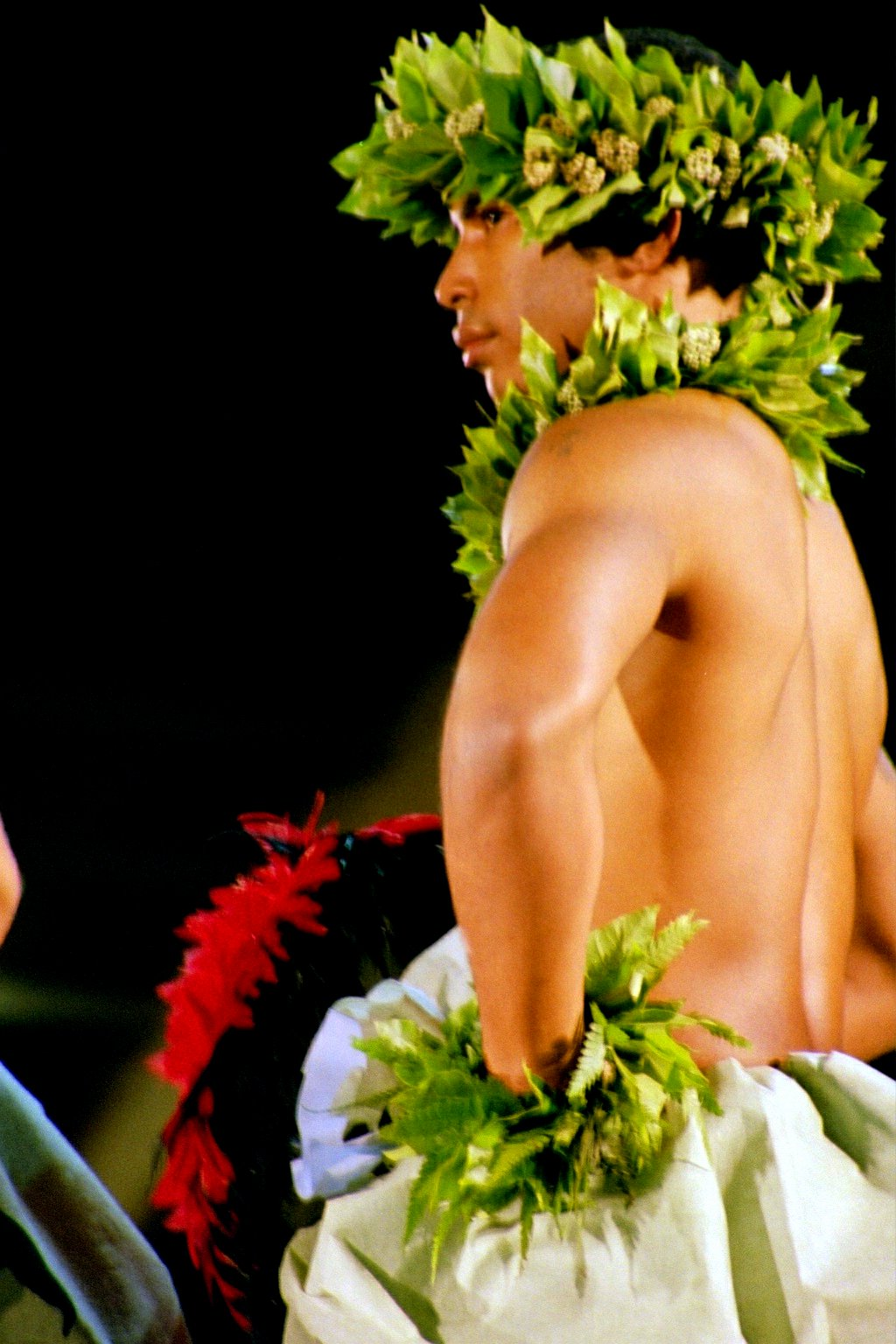
Danseur de hula kahiko au Festival Merrie Monarch, 2003.

Quand le roi hawaïen David Kalakaua fit un voyage autour du monde en 1881, il permit à de nombreuses nations du monde de faire la connaissance de son royaume et de sa culture ancestrale. À travers le récit biographique de son compagnon de route, le ministre de l'éducation, William Armstrong, on sait que c'est à Vienne (Autriche) dans la prestigieuse monarchie danubienne qu'il fut impressionné par le bal, donné en son honneur à la cour autrichienne. Il envoya une missive dans son pays pour signaler qu'il souhaitait rétablir la culture hawaïenne de la danse hula, rejetée pour raison de lascivité par les missionnaires. Il créa un orchestre de valse dans son royaume insulaire, encouragea le développement de la musique hawaïenne (lui-même jouait l'ukulele) et par voie de conséquence l'étude de la langue des chants traditionnels intimement liée à la chorégraphie des danses hula kahiko (danses ancestrales relatant les mythes et les actes héroïques des grands personnages).
Le roi Kalākaua, surnommé Merrie Monarch, est par ailleurs l’auteur du chant Hawai’i Pono’ī devenu l’hymne officiel de l’état d’Hawaï. En raison de son action bénéfique pour la sauvegarde de la langue et de la culture artistique hawaïenne, un concours de danses traditionnelles a lieu tous les ans à Hawaï ; il porte le nom du souverain : Merrie Monarch Festival dont de nombreux extraits sont visibles sur les plateformes de vidéos en ligne. La langue hawaïenne y occupe une place centrale à travers les chants du kumu (professeur) et les répons des danseurs qui ont également un texte à chanter ou réciter.
Quand la reine Kapiolani et sa sœur, la princesse, puis reine Liliʻuokalani, firent un voyage en Amérique du Nord et dans les îles Britanniques, en 1887, la chanson Aloha'Oe de Liliʻuokalani était déjà une chanson célèbre aux États-Unis.

### De 1834 à 1948
C'est la période de cent quinze ans pendant laquelle des journaux étaient publiés en hawaïen. Les missionnaires introduisirent des journaux à la fois en hawaïen et en anglais et jouèrent un rôle significatif en publiant une grammaire (1857) et un dictionnaire hawaïens (1865). La littérature dans cette langue fut répandue parmi la population locale, surtout par les Hawaïens natifs. L'emploi de la langue a dû atteindre son maximum vers 1881. Cependant, dès 1854, des gens commencèrent à s'inquiéter parce que la langue était « destinée à s'éteindre à court terme ». En dépit d'un grand déclin dans l'usage de l'hawaïen, comparé à son apogée, ces peurs ne sont jamais devenues réelles.
L'augmentation des voyages vers et à partir d'Hawaï pendant le XIXe siècle provoqua l'arrivée de maladies, dont certaines potentiellement mortelles, comme la variole, la grippe, la lèpre, qui tuent ainsi un grand nombre de locuteurs natifs de l'hawaïen. Pendant ce temps, des gens qui parlaient d'autres langues, principalement anglais, chinois, japonais, portugais et ilocano, continuaient d'immigrer à Hawaï. Par conséquent, le nombre ainsi que le pourcentage de gens parlant hawaïen dans la population locale chuta rapidement et continua à décroître.
Tandis que la situation de l'hawaïen se dégradait, l'anglais se développait à Hawaï. En 1885, le prospectus des écoles Kamehameha annonça que « l'instruction sera dispensée uniquement en anglais ».
Pour un certain nombre de raisons, à partir de 1900 environ, le nombre de locuteurs natifs de l'hawaïen a diminué de 37 000 à 1 000 au début du XXIe siècle ; en 2010, la moitié d'entre eux sont maintenant septuagénaires ou octogénaires. Il y a eu des controverses sur les raisons de ce déclin.
Une des écoles affirme que la principale cause de cette diminution de l'usage de la langue hawaïenne fut son abandon volontaire par la majorité de ses locuteurs natifs. Ils voulaient que leurs enfants parlent anglais pour promouvoir leur succès dans un environnement moderne et changeant ; ils n'enseignèrent alors pas l'hawaïen à leurs enfants.
Une autre école insiste que le fait que soit le gouvernement avait interdit la langue comme langue d'enseignement dans les établissements scolaires publics, et les écoles punissaient son usage ou les préjugés contre les Hawaïens (kanakas) découragèrent l'emploi de l'hawaïen. C'est un phénomène plausible, qui n'est pas spécifique à Hawaï, puisqu'on le retrouve en France avec les réactions de générations entières de parents parlant une langue régionale et refusant de la transmettre à leurs descendants par peur de les désavantager ou de les stigmatiser.[réf. nécessaire] Les parents hawaïens des enfants nés dans les années 1930 à 1950 ont eu cette réaction en ne transmettant pas la langue vernaculaire polynésienne.
Les journaux en hawaïen continuent d'être publiés pendant plus d'une centaine d'années, pendant la période d'éviction de l'hawaïen des établissements scolaires en tant que langue d'enseignement. Mary Kawena Pukui et Samuel Elbert, auteurs spécialistes de la langue hawaïenne, recensent 14 journaux dans cette langue, dont Ka Lama Hawaii et Ke Kumu Hawaii qui commencent à paraître en 1834, et Ka Hoku o Hawaii qui cesse d'être publié en 1948. Le Ka Nupepa Kuokoa a la durée d'existence la plus longue, avec 66 ans, de 1861 à 1927.

### Interdiction de la langue hawaïenne

Origine nationale des élèves des écoles d'Hawaii (1890-1920)

En 1896, la loi 57, section 30, de la République d'Hawaï, interdit la langue hawaïenne dans les écoles :

« La langue anglaise devra être le moyen et la base de l'instruction dans toutes les écoles publiques et privées ; si l'enseignement d'une autre langue est désirée en plus de l'anglais, une telle instruction peut être autorisée par le Département, soit par ses règles, le programme de l'école, soit par ordre direct d'une instance particulière. Toute école qui ne sera pas conforme aux conditions de cette section ne sera pas reconnue par le Département. »

— Sanford B. Dole, président de la République d'Hawaï, le 8 juin 1896
Cette loi établit l'anglais comme la langue principale de l'instruction dans les écoles reconnues par le gouvernement, mais elle ne bannit ni ne rend illégale la langue hawaïenne dans les autres contextes. La loi subvient spécifiquement à l'enseignement des langues « en plus de l'anglais ».

### De 1949 à maintenant
En 1949, la législature du territoire d'Hawaï nomme Mary Pukui et Samuel Elbert pour établir un nouveau dictionnaire hawaïen, en révisant le travail d'Andrews-Parker, ou en repartant de zéro. Pukui et Elbert utilisent finalement le dictionnaire d'Andrews mais y ajoutent certaines améliorations plus significatives qu'une révision mineure. Le dictionnaire qu'ils éditent, en 1957, marque le début d'une ère d'intérêt croissant pour la langue et la culture hawaïennes.
Les efforts pour promouvoir la langue augmentent au cours des décennies suivantes. Des écoles d'« immersion » de langue hawaïenne sont maintenant ouvertes aux enfants dont la famille veut transmettre la langue hawaïenne aux générations futures. L'éviction de l'hawaïen comme langue d'enseignement, maintenu tout au plus comme langue étrangère au sein des collèges, s'est poursuivie jusqu'à la seconde moitié du XXe siècle. La première réaction associative à l'extinction progressive de l'hawaïen est celle de créer une école d’immersion privée Aha Pūnana Leo, association à but non lucratif, à Kekaha, sur Kauai en 1984, puis à Kalihi, sur Oahu, l'année suivante, puis à Hilo, à Hawaii.
La radio locale HPR programme une courte émission appelée « Hawaiian word of the day » (« Le mot hawaïen du jour ») et diffuse des informations en hawaïen. De plus, l'édition du dimanche du Honolulu Star-Bulletin, un des deux principaux journaux d'Honolulu, a un article court intitulé Kauakukalahale entièrement rédigé en hawaïen par des professeurs, des étudiants et des membres de la communauté.
Aujourd'hui, sur six des sept îles habitées d'Hawaï, l'hawaïen est largement dépassé par l'anglais, et le nombre de locuteurs natifs de la langue est inférieur à 0,1 % de la population totale. Cependant, l'hawaïen n'est pas totalement une langue en danger et ne l'a jamais été, grâce aux locuteurs natifs qui vivent sur l'île isolée de Niʻihau et continuent à utiliser couramment l'hawaïen.
En plus du dictionnaire de 1957, une nouvelle grammaire est publiée en 1979 et des livres d'apprentissage en 1951, 1965, 1977 et 1989. Des thèses de doctorat sur des aspects spécifiques de l'hawaïen sont présentées en 1951, 1975, 1976 et 1996. Le premier mémoire de master en langue et culture hawaïenne est rédigé en hawaïen et soutenu par Hiapo Perreira[source insuffisante] dont le patronyme fait clairement référence à la communauté portugaise d'Hawaï, arrivée deux siècles plus tôt pour travailler dans les plantations de canne à sucre.
En 2015, 2 000 lycéens des écoles d’immersion Pūnana Leo arrivent au baccalauréat (12e degré aux États-Unis) avec l'hawaïen pour langue d’enseignement. Il existe 21 « Public Hawaiian Immersion Schools » dans l'État d'Hawaï.

### Chronologie
Le site officiel des écoles publiques hawaïennes fournit une chronologie des événements, qui ont jalonné la position de la langue hawaïenne depuis le XIXe siècle :
- 1826 : Les missionnaires standardisent l'alphabet et l’orthographe et enlèvent le caractère exclusivement oral de la langue hawaïenne.
- 1840 : Le royaume d'Hawaï promulgue sa première constitution en langue hawaïenne qui comprend la mise en place d’un système éducatif pour le primaire et le secondaire.
- 1893 : Le royaume d'Hawaï est progressivement peuplé de groupes ethniques non polynésiens, et une base navale américaine est créée.
- 1896 : La loi du 8 juin, chapitre 57, section 30, restreint le temps imparti à l’instruction en langue hawaïenne, dans les établissements scolaires, au profit de l'anglais dans les écoles publiques. Jusqu'à cette date, les enfants recevaient également un enseignement en hawaïen. L'effet concomitant est de donner l’impression aux familles qu'un enseignement de qualité ne peut être dispensé qu'en anglais.
- 1978 : L'hawaïen obtient un statut de langue officielle dans la constitution de l'État. Son enseignement doit être promu.
- 1984 : Création de la première école maternelle privée d'immersion Punana Leo à Kekaha, Kauai.
- 1985 : Même chose à Honolulu-Kalihi, Oahu, puis à Hilo Grande Île d'Hawaii.
- 1986 : Grâce à la pression des écoles associatives, parents, éducateurs et sympathisants des écoles d'immersion obtiennent l'amendement des statuts 298-2 afin d'autoriser l'usage de l’hawaïen dans le système éducatif public hawaïen.
- 1987 : Le Hawaii State Board of Education (BOE) approuvent le programme d'apprentissage de la langue hawaïenne par immersion (Ka Papahana Kaiapuni Hawaii) avec deux écoles pilotes : Keaukaha Elementary School, à Hilo, et Waiau Elementary School, à Pearl City, Oahu.
- 1989 : L'élaboration de ressources et de cursus destinés à l’apprentissage et la promotion de l’hawaïen est lancée par la Hale Kuamoo, au sein de la Ka Haka Ula o Keelikolani de l'université d’Hawaï.
- 1990 : Les services généraux de l'éducation mettent en place le programme Aha Kauleo Kaiapuni Hawaii, un programme d’immersion dans la langue hawaïenne et approuvent le cursus Ka Papahana Kaiapuni Hawaii qui correspond au secondaire en France, soit douze années jusqu'à la classe terminale. (K-12). Ce programme d'immersion est prolongé et renforcé dans le cycle secondaire et le supérieur de 1994 à 1998, tant au niveau des élèves, des cursus que de la formation des éducateurs.
- 1999 : Les premiers élèves diplômés des écoles Ka Papahana Kaiapuni et Ke Kula o Nawahiokalaniopuu, respectivement situées à Palolo, Oahu, et à Hilo, en Hawaii.
- 2001 : La politique menée pour le maintien de la langue hawaïenne est considérée comme efficace et elle a permis de perpétuer la culture et la langue locales d'Hawaï.
- 2008 : Le département de l'éducation fête les 20 ans du programme Kaiapuni avec une cérémonie officielle au Hawaii Convention Center en mai 2008.
- 2011 : En raison du renforcement de la standardisation des examens et de quelques réformes qui affectent le programme éducatif Kaiapuni, le mouvement de défense et de promotion de la langue hawaïenne, Aha Kauleo[38], renforce à nouveau ses activités auprès des services de l'éducation locaux.

### Niʻihau
« Niʻihau est le seul endroit du monde où l'hawaïen est la première langue et l'anglais est une langue étrangère. À cause de variations suffisamment marquées, les habitants de Niʻihau, lors de visites à Honolulu par exemple, remplacent le dialecte d'Oʻahu par le leur, ce qui est apparemment facile à faire, et disent que sinon, les gens à Honolulu ont du mal à les comprendre. Les habitants de Niʻihau parlent très rapidement ; beaucoup de voyelles et des syllabes entières sont supprimées ou murmurées. »

L'île du Niʻihau, au large de la côte sud-ouest de Kauai (Kauaʻi), est la seule sur laquelle l'hawaïen est toujours parlé quotidiennement par toute la population. Les raisons de cela sont :
- Niʻihau est une île privée depuis plus de 100 ans ;
- les visites d'étrangers ont été rarement autorisées ;
- les propriétaires de l'île ont encouragé les habitants de Niʻihau à garder leur langue ;
- surtout, les locuteurs de l'hawaïen ont eux-mêmes maintenu leur propre langue maternelle même s'ils utilisent parfois l'anglais, en tant que deuxième langue à l'école.

Les habitants de Niʻihau ont trois façons différentes de parler hawaïen :
1. une imitation et une adaptation de l'hawaïen « standard » ;
2. un dialecte de Niʻihau qui est assez différent de l'hawaïen « standard », avec une utilisation plus grande de la palatalisation et des différences dans les diphtongues et les élisions ;
3. une façon de parler entre eux qui est si différente de l'hawaïen « standard » qu'elle est incompréhensible pour les locuteurs de l'hawaïen qui ne viennent pas de Niʻihau.

La dernière manière de parler peut être restreinte à un petit nombre d'habitants de Niʻihau et est rarement entendue par les autres gens. En plus de savoir parler différents dialectes de l'hawaïen, la plupart des insulaires connaissent également l'anglais.
Elbert et Pukui écrivirent que « les variations des dialectes hawaïens n'ont pas été systématiquement étudiées » et que « le dialecte de Niʻihau est le plus aberrant et celui qui a le plus besoin d'être étudié ». Ils reconnurent que les habitants de l'île peuvent parler hawaïen de différentes manières. Ces affirmations sont fondées sur des observations spécifiques faites par Newbrand (1951).

## Classification
L'hawaïen est une langue polynésienne dans la famille des langues austronésiennes. Elle est proche des autres langues austronésiennes (tahitien, maori, rapanui) et, plus lointainement, apparentée au fidjien et, encore plus éloignée, du malais, de l'indonésien, du malgache, etc.),.
Évidemment, aucune langue ne pouvait être appelée hawaïen avant que des gens n'habitent l'archipel (vers l'an 1000). En résidant à Hawaï et en y fondant des familles, les colons devinrent le peuple hawaïen, et leur langue devint aussi l'hawaïen. Par conséquent, la genèse de la langue hawaïenne eut lieu il y a environ 1 000 ans.
Avant de devenir l'hawaïen vers l'an 1000, la langue était essentiellement identique au tahitien ou au marquisien de l'époque, moins différenciés que maintenant. Plus loin dans le temps et dans l'arbre généalogique de la famille austronésienne, la langue était plusieurs étapes du proto-malayo-polynésien. Il y a encore plus longtemps[Quand ?], la langue est celle des Philippines. Les études linguistiques, avec les méthodologies d'étude de statistiques du vocabulaire et de reconstruction comparative amènent la langue jusqu'au proto-austronésien, parlé à Taïwan. Il y a une relation génétique entre les familles austronésiennes et austroasiatiques. Le peuple austronésien migra de la Chine à Taïwan il y a environ 6 000 ans. Pour cette raison, les ancêtres des Hawaïens viennent du continent asiatique.

## Répartition géographique
La langue hawaïenne est parlée presque uniquement dans l'archipel d'Hawaï. On dénombre environ 1 000 locuteurs, mais cette estimation varie selon les sources.

### Statut officiel
L'hawaïen est une langue officielle à Hawaï, comme l'anglais.

### Dialectes
Il existe plusieurs dialectes de l'hawaïen : ceux des îles principales de l'archipel et celui de Niʻihau, qui est plus différent des autres à cause de son isolement.

## Écriture
L'hawaïen utilise une variante de l'alphabet latin, qui ne contient que treize lettres,. La transcription suit les usages de l'Alphabet phonétique international.
| A a | E e | I i | O o | U u | H h | K k | L l | M m | N n | P p | W w | ʻ |
| --- | --- | --- | --- | --- | --- | --- | --- | --- | --- | --- | --- | - |
| a   | e ɛ | i   | ɔ o | u   | h   | k   | l   | m   | n   | p   | v   | ʔ |

L'ordre alphabétique est différent de celui de l'alphabet latin traditionnel : les voyelles sont avant les consonnes. La dernière lettre ‘ (à ne pas confondre avec une apostrophe), appelée ‘okina (« séparateur ») sert à marquer un coup de glotte.
L'écriture emploie également le macron (kahakō) sur les voyelles (ā, ē, ī, ō, ū), qui sert à allonger le son de la voyelle. Il faut ensuite ajouter les innombrables diphtongues et triphtongues, issues des multiples combinaisons possibles avec les voyelles brèves et longues.

## Phonologie
On remarque le petit nombre de phonèmes (seulement huit consonnes : /h, k, l, m, n, p, w, ʔ/), particularité partagée avec les langues voisines.
Un fait marquant est l'absence de différence, à l'origine entre le [t] et le [k] pour /k/,. Les dialectes du Kaua'i prononceront plus volontiers [t] alors qu'à Honolulu, cette consonne est prononcée [k]. C'est finalement [k] qui s'imposa sous le règne de Kamehameha Ier (1810), qui effectua la conquête de toutes les îles : encore une fois, le dialecte Ni'ihau a conservé le [t] ancestral.
Le /w/ se prononce [v] après /i/ ou /e/ mais [w] après /u/ ou /o/. Après /a/ et à l'origine d'un mot, [w] et [v] sont les deux corrects. Pour d'autres, le /w/ ne doit pas être systématiquement prononcé à l'anglaise mais plus souvent comme en français le /v/. Il s'agit de l'une des questions les plus récurrentes des apprenants anglophones aux cours d'hawaïen en ligne car certains mots hawaïens sont issus de l'anglais. Les Hawaïens contemporains se sont habitués à prononcer le /w/, comme en anglais, par mimétisme sans que cela les dérange. Si on se réfère à la grammaire d'Andrews du XIXe siècle, le /W/ fut parfois écrit avec /u/ comme « naueue » au lieu de « nawewe ». Le francophone ne ressent pas ce conflit car la prononciation du /V/ lui convient a priori. Dans la mesure où les nombreuses sources qui parlent de l'hawaïen sont anglophones et que les Hawaïens vivent avec un lien adstratique vis-à-vis des Américains depuis des siècles, l'observateur non anglophone se doit être plus circonspect.
Il y a cinq monophtongues (/a, e, i, o, u/) et neuf diphtongues (/ae, ao, ai, au, ei, eu, oi, ou, iu/),.
Chaque syllabe se compose d'une consonne facultative et d'une voyelle, une monophtongue ou une diphtongue. Les monophtongues et les diphtongues sont allongées non. Il n'y a que 162 syllabes différentes en hawaïen, ce qui est bien inférieur à la plupart des autres langues. Néanmoins, la prédominance des voyelles frappe toute personne découvrant cette langue polynésienne.
Les voyelles au sein d'une diphtongue se prononcent habituellement séparément, mais on entend clairement dans les leçons dispensées par vidéo en ligne que le /e/ dans le pronom « oe » (« tu » en français) se réduit quelque peu en un schwa dans la langue courante orale en /ɔə/ ou le /u/ du pronom « au » (« je » en français) se rapproche davantage de la semi-voyelle /w/. Le caractère vocalique de la seconde voyelle dans une diphtongue reste évidente ; c'est pourquoi il ne faut pas confondre les diphtongues hawaïennes avec les diphtongues anglaises, allemandes ou françaises, par exemple.

## Grammaire
Les noms hawaïens n'ont ni cas grammatical ni genre grammatical. C'est une langue analytique. Les phrases suivent généralement l'ordre verbe-sujet-objet,,.
La déclinaison des pronoms repose sur huit cas et trois nombres (singulier, duel et pluriel). Les pronoms personnels au génitif différencient la possession aliénable de la possession inaliénable. Les pronoms distinguent aussi « nous » exclusif et inclusif.
La fonction verbale est marquée par des particules, dont la position indique le temps, le mode et l'aspect. Les sept principales particules verbales sont :
- ua + verbe (aspect perfectif au passé) (mais ua est souvent omis),
- ua + verbe + e (plus-que-parfait),
- i + verbe (temps passé),
- e + verbe + ana (aspect imperfectif),
- ke + verbe + nei (temps présent, aspect progressif),
- e + verbe (futur ou infinitif ou impératif).
- mai + verbe (négation)

## Quelques mots hawaïens

### Concepts piliers de la pensée traditionnelle hawaïenne
Les « lo’ina » représentent les valeurs morales qui ont fondé la tradition hawaïenne avant la colonisation, mais qui perdurent encore aujourd’hui chez ceux qui veulent poursuivre un style de vie quelque peu divergent de la norme américaine continentale.
Certains de ces mots hawaïens ont un sens plus profond pour les insulaires quand ils les prononcent. Ils les associent à leur culture traditionnelle comme une transmission des anciens pour les jeunes générations. Pratiquant le code switching, ils insèrent ces mots lourds de sens dans la phrase anglaise : « It is my kulunea to do this » (C'est mon kulunea (devoir) de le faire ; il est inconcevable de ne pas le faire).
Les « lo’ina » reposent les « ‘oakumu » : piliers, valeurs intrinsèques qui sont :
- pilina[52] : esprit d’entraide et de collaboration pour des relations interhumaines respectueuses ;
- ma’ema’e[52] : attitude morale irréprochable, être propre au sens propre et figuré, dans son corps et son esprit. Dans le travail, on y verra la déontologie professionnelle ;
- kulia[52] : recherche de l’excellence, de la rigueur dans tout ce qu’on doit faire.
- kuleana[52] : responsabilité, devoir moral et culturel vis-à-vis de sa famille, de l’école ou de la vie professionnelle.
- aloha[52] : amour, passion, respect et compassion. Quand un Hawaïen prononce « aloha », il ne dit pas seulement « bonjour » à la manière des Européens, donc un mot mécanique standardisé. Le concept représente pour lui toute une démarche personnelle, voire un engagement vis-à-vis de son interlocuteur. C’est pour cette raison d’ailleurs que, quand on parle en hawaïen, la formule « aloha » est rarement seule, mais toujours complétée par des mots impliquant davantage la personne que l’on accueille :
  - en ajoutant le pronom personnel qui montre qui est ciblé par la volonté de partager respect et amitié agissante ;
    - Aloha kāua[53] ! (donc à toi et moi) ;
    - Aloha kākou[53] ! (à nous tous présents, sous-entendu plus que deux personnes) ;

  - En ajoutant un vocatif introduit par « e » ;
    - Aloha kāua, e Paikule[53] ! (Aloha à nous deux, spécialement à toi cher Paikule) ;

  - En précisant le moment de la journée ;
    -  Aloha kakahiaka kāua[53] : en matinée jusque dix heures ;
    - Aloha awakea kāua[53] : en fin de matinée jusque 14 heures ;
    - Aloha ‘auinalā kāua[53] : à partir de 14 heures ;
    - Aloha ahiahi kāua[53] : en soirée

Aloha employé seul peut aussi vouloir dire « salut » ou « au revoir ».
- Aloha a hui hou[53] : salut, à la prochaine.

### Mots symboliques
- Le plus utilisé – et sans le savoir – est wiki qui signifie « rapide » ou « informel ». L'aéroport d'Honolulu est muni d'un trolley, le Wiki Wiki, qui est censé être très rapide ;
- mahalo qui signifie « merci » ;
- aloha pour « bonjour », « au revoir », « amour » ;
- kokua pour « coopération » ;
- pau s'utilise pour signifier que l'action est terminée.
- mele kalikimaka signifie Joyeux Noël ;
- ohana pour « famille ».
- ‘ono pour délicieux.